# Alexander Heib
Alexander Heib (* 12. Juni 1987 in Bittenfeld, einem Stadtteil von Waiblingen, Deutschland) ist ein deutscher ehemaliger Handballspieler.

## Karriere

### Als Spieler
Heib begann mit dem Handballspielen 1992 in der Jugend des TV Bittenfeld und durchlief die Jugendmannschaften des Vereins. In der Jugend wurde er in die Auswahlmannschaft des HVW berufen. Bereits mit 17 Jahren spielte er in der ersten Mannschaft des TVB in der Regionalliga. 2006 gelang ihm mit dem Verein der Aufstieg in die 2. Handball-Bundesliga Süd. 2011 qualifizierte er sich mit dem TVB für die neu gegründete eingleisige 2. Handball-Bundesliga.
Für die Saison 2012/13 hatte Heib einen Vertrag beim Drittligisten HV Stuttgarter Kickers unterzeichnet, der jedoch Mitte Juli 2012 den Spielbetrieb wegen Insolvenz einstellte, sodass Heib seinen Vertrag auflöste. Daraufhin schloss er sich dem VfL Waiblingen in der Württembergliga an. Im Januar 2013 wechselte Heib zum Bundesliga-Aufsteiger TV 1893 Neuhausen, wo er in der Saison 2012/13 in 14 Bundesligaspielen sechs Tore erzielte.
Nach dem Abstieg des TV 1893 Neuhausen kehrte er im Sommer 2013 zum TV Bittenfeld zurück. Am Ende der Saison 2014/15 stieg er mit dem TVB in die Bundesliga auf. In der Saison 2015/16 spielte Heib mit dem nun unter dem Namen TVB 1898 Stuttgart antretenden Verein in der Bundesliga und erzielte in neun Spielen vier Tore.
Seit dem Beginn der Saison 2016/17 gehörte Heib zum Erstligakader des TVB, kam aber überwiegend als Führungsspieler der 2. Mannschaft zum Einsatz. 2022 beendete Heib aufgrund einer Knieverletzung seine Karriere.
2006 wurde Heib für besondere Verdienste um den Sport mit der Sportverdienstplakette der Stadt Waiblingen ausgezeichnet.

### Als Trainer
Im August 2021 schloss er in der Sportschule Hennef die B-/C-Trainer-Kurzausbildung des Deutschen Handballbundes für ehemalige und aktuelle Profis ab. Seit 2020 ist er Trainer der zweiten Mannschaft des TVB Stuttgarts. Mit der Mannschaft stieg er 2025 in die 3. Liga auf.

## Privat
Er arbeitet in einem Schorndorfer Fitnessstudio und hat ein Berufsakademie-Studium zum Fitnessökonom absolviert.